# Moclín (kommunhuvudort)
Moclín är en kommunhuvudort i Spanien.   Den ligger i provinsen Provincia de Granada och regionen Andalusien, i den södra delen av landet, 300 km söder om huvudstaden Madrid. Moclín ligger 1 014 meter över havet och antalet invånare är 4 173.
Terrängen runt Moclín är huvudsakligen kuperad, men åt sydost är den platt. Moclín ligger uppe på en höjd. Runt Moclín är det ganska tätbefolkat, med 207 invånare per kvadratkilometer. Närmaste större samhälle är Pinos Puente, 10,3 km söder om Moclín. Trakten runt Moclín består till största delen av jordbruksmark.